# Montois (région naturelle)
Pour les articles homonymes, voir Montois.
Le Montois est une petite région naturelle du département de Seine-et-Marne, en Île-de-France, en France.
On retrouve son nom dans plusieurs toponymes :
- des communes :
  - Cessoy-en-Montois ;
  - Mons-en-Montois ;
  - Sognolles-en-Montois ;
  - Donnemarie-en-Montois, ancienne commune ayant fusionné en 1967 avec Dontilly ;
- des structures intercommunales :
  - Communauté de communes du Montois (ancienne CDC),
  - Communauté de communes de la Bassée - Montois.